# فبريتا كاراني

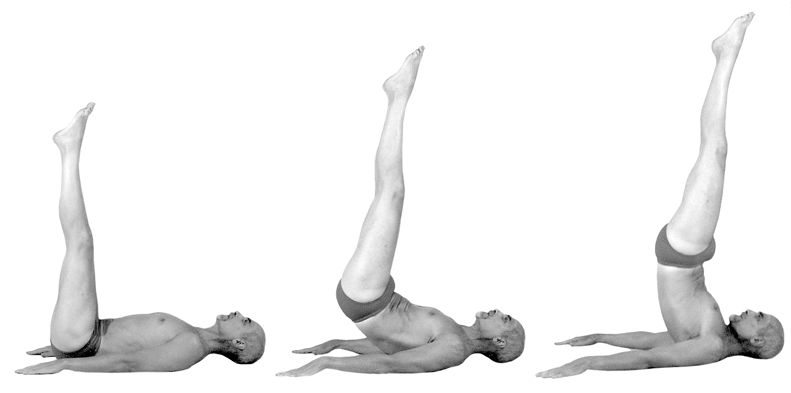

فبريتا كاراني Viparita Karani (السنسكريتية: विपरीतकरणी ؛ IAST: viparītakaraṇī) أو وضع الساقين على الحائط هي تعتبر أسانا ومودرا ا في هاثا يوغا. في تمارين اليوجا الحديثة تكون الوضعية مدعومة بالكامل باستخدام جدار وأحيانًا كومة من البطانيات حتى تكون الممارسة مريحة أكثر، حيث تُعتبر ممارسة مريحة. تتم ممارستها كالمودورا ا باستخدام أي انعكاس مفضل، مثل الوقوف على الرأس أو الكتف. كان الغرض من المودرا هو عكس التدفق الهابط للسوائل المفقود من الرأس ، باستخدام الجاذبية.

## أصل الكلمة والمنشأ
يأتي الاسم من الكلمات السنسكريتية विपरीत viparīta ، "مقلوبة" أو "معكوسة" ، و करणी karaṇī ، "نوع معين من الممارسة". وصفت هذه الممارسة في القرن الثالث عشر Vivekamārtaṇḍa (الآيات 103-131) كوسيلة للانسحاب اليوغي ،" براتياهارا".
تم ممارسة الوضعية  من القرن السابع عشر فصاعدًا في هاثا يوجا تحت أسماء مثل ناراكاسانا و كابالاسانا و فيبارتاكارانااساسنا ؛ كان الغرض منها كمودرا هو عكس التدفق الهابط وفقدان المادة الواهبة للحياة (بيندو) من خلال استخدام الجاذبية. في نموذج بيندو المبكر من هاثا يوجا ، كما هو موصوف في هاثا يوجا براديبيكا ونصوص أخرى ، فإن يحتفظ السائل الحيوي في الرأس ولكنه يتقطر باستمرار. كان يُعتقد أن مودرا تسد  قناة السوشومنا المركزية للجسم الرقيق ويعمل على إجبار التدفق مرة أخرى ، أو في حالة ( افعل العكس)" فيباريتا كاراني " تعكس التدفق ، باستخدام الجاذبية. يوصف و يوضح  حامل الرأس بألوان نصفية مثل فبريتا كاراني في عام 1905 يوغاسوبانا بورفاكاتوسكا .

## وصف
يمكن أن تكون فبريتا كاراني  أي ممارسة يكون فيها المرء مقلوبًا.- يمكن أن يشمل ذلك حامل الكتف (سارفانجاسانا) أو الوقوف على الرأس (سيرساسانا) أو الوقوف على اليدين (هناك فركساسانا).
في هاثا يوغا براديبيكا (كتيب خاص باليوغا)، كما هو الحال في معظم النصوص الكلاسيكية في هاثا يوجا ، تم إدراج   فبريتا كاراني على أنها مودورا،بمعنى أن الغرض منه هو توجيه الطاقة لأعلى داخل الجسم، باستخدام تأثير الجاذبية على الجسم المقلوب, على عكس الأساناس التي تستخدم في هاثا يوغا براديبيكا لخلق الثبات. في أحد التعبيرات الشائعة عن الفيبريتا كاراني  باعتبارها أسانا في اليوغا الوضعية الحديثة ، فإنها تشبه سالامبا سارفانجاسانا (حامل الكتف المدعوم) ولكن مع امتداد في العمود الفقري الصدري (بدلاً من العمود الفقري العنقي، والمرفقين على الأرض واليدين يدعمان الوركين أو أسفل الظهر).

## الاختلافات
توصف الوضعية في ينجار يوغا، وتسمى أيضًا  Legs-up-the-Wall Pose" بأنها "ممارسة مريحة، حيث ينقلب الجسم دون جهد"، ويتم دعم أسفل الظهر والأرداف كومة من البطانيات ، بينما تستريح الأرجل على الحائط، إما معًا أو يُسمح لها بالسقوط للخارج على شكل جانبي. في أوتاناباداسانا، والتي تعني "وضع القدمين لأعلى" ، يستقر الظهر على الأرض وتتجه الأرجل لأعلى بشكل مستقيم، إما على الحائط ، مدعومة بحزام، أو حرة. في تجربة وردهفا براساريتا، يكون الظهر على الأرض، والذراعين ممدودتان على الأرض فوق الرأس، والساقين مرفوعة إما جزئيًا أو عموديًا. في فترة الحمل، يمكن ممارسة الوضع كـ "فراشة الجدار"، مع الأرداف والقدمين على الحائط ، والقدمين معًا كما هو الحال في بادها كوناسانا، حيث تسقط الركبتين على الجانبين. يمكن استخدام اليدين للضغط على الركبتين.